# Acaulimalva parnassiifolia
Acaulimalva parnassiifolia là một loài thực vật có hoa trong họ Cẩm quỳ. Loài này được (Hook.) Krapov. mô tả khoa học đầu tiên năm 1974.